# Marcació per impulsos
La marcació decàdica per impulsos consisteix en l'enviament pel telèfon de la informació numèrica en forma d'impulsos, a la central telefònica automàtica, perquè aquesta connecti amb el telèfon desitjat.
Els impulsos els genera el telèfon mitjançant un dispositiu mecànic denominat disc de marcar, el qual consisteix en un disc giratori previst de deu forats, numerats del 0 al 9.
La marcació decàdica per impulsos ha estat utilitzat des dels orígens de la telefonia automàtica, fins a temps recents.
En l'actualitat, s'utilitza majoritàriament la marcació per tons (DTMF) molt més eficient que la marcació per impulsos , tot i que les modernes centrals digitals segueixen acceptant aquest tipus de marcació.